# Felipe ha gli occhi azzurri
Felipe ha gli occhi azzurri è una serie televisiva nata da una co-produzione fra Italia e Germania nel 1991, distribuita da Red Film Group/Beta Film e diretta da Gianfranco Albano e Felice Farina.

## Produzione
Nel ruolo del protagonista fu scelto il filippino Victor Vicente, che all'epoca delle riprese aveva 8 anni.
Vicente dopo aver avuto un piccolo ruolo nel film Zora la vampira ha smesso di fare l'attore ma ha comunque continuato a lavorare nel cinema. Nel cast figurano anche i nomi di Pascale Rocard, Claudio Amendola e Gaetano Passafiume. La serie fu una delle prime a trattare il tema della clandestinità in Italia. Parte delle riprese furono effettuate a Castellammare del Golfo.
La miniserie ebbe un ottimo successo, con una media di spettatori che si aggirava intorno ai dieci milioni, e vincendo un Telegatto ed il Premio del Pubblico al Festival di Montecarlo. Nel 1993 fu realizzata una seconda stagione della serie intitolata semplicemente Felipe ha gli occhi azzurri 2, a cui nel cast si aggiunsero Silvio Orlando e Desireè Becker.
La serie è stata replicata sui canali satellitari RaiSat Fiction e Raisat Premium.

## Trama
Felipe è un bambino di 8 anni, proveniente da Manila e sbarcato clandestinamente a Palermo, insieme ad altri connazionali. Felipe fa parte di un gruppo di piccoli lavoratori sfruttati illegalmente.
Durante la sua fuga conosce Turi un coetaneo, figlio della strada, orfano e disadattato. Turi ha davanti a sé una carriera di criminale. Ad un certo momento Turi decide di intraprendere un viaggio per Parigi per visitare la "torre di ferro". Con sé porta Felipe, una ragazzina francese ed un ragazzino napoletano di indole mite. Felipe dal canto suo cerca di raggiungere un missionario, tale Padre Leopoldo affinché possa metterlo in contatto la sorella maggiore Silvia. Il viaggio, caratterizzato da elementi talvolta fantastici e inverosimili, prosegue fino a Roma. Qui i quattro fuggiaschi finiscono nelle mani del racket delle elemosine grazie all'incontro con Polo un connazionale di Felipe anche lui sbarcato come clandestino e sfruttato come lavoratore clandestino nella rivendita di accendini e fazzoletti. Felipe incontra Polo a Ponte Milvio dopo varie scorribande che spingono il gruppo a rubare perfino in una Chiesa per sfamarsi. Quindi Polo introduce Felipe e i suoi amici al membro della banda di sfruttatori che era addetto a distribuire e raccogliere con un furgone i ragazzi e bambini chiamato Tony. Turi avendo saputo che la ragazzina francese è stata venduta aggredisce il boss Romano e durante la colluttazione rimane gravemente ferito riportando danni cerebrali gravi.
Felipe riesce a trovare i soldi per portare Turi a Parigi in Pullman, ma Turi morirà durante il viaggio. La polizia ritroverà Felipe per consegnarlo alla sorella e per gli altri due amici avverrà il ritorno a casa. 
Il vero protagonista ed elemento trainante della miniserie è Turi, con la sua esuberanza, il suo carattere forte e determinato, privo di paura e quella sicilianità che lo rende più grande della sua età. È lui il leader indiscusso, da quando fugge dall'orfanotrofio e ritorna nella sua strada a riprenderne il comando, è lui che dà forza e trascina il gruppo fino a Milano. Ma la stella di Turi tramonta in una manciata di minuti, in cui ferito gravemente al cervello, diventa fragile, indifeso, privo di ragione, diventa il bambino che non è mai stato, fino a morire prematuramente. Turi, Felipe e gli altri diventano un modello insolito di vera amicizia.

## Episodi
| Titolo                        | Episodi | Prima TV         |
| ----------------------------- | ------- | ---------------- |
| Felipe ha gli occhi azzurri   | 2       | 24 febbraio 1991 |
| Felipe ha gli occhi azzurri 2 | 3       | 9 gennaio 1993   |

## Titoli internazionali
- Felipe ha gli occhi azzurri
- Felipe a les yeux bleus
- Felipe und die blauen Augen
- Odyssee ins Glück